# Ian Brown
Ian George Brown (Warrington, 20 de fevereiro de 1963) é um músico inglês, vocalista e fundador da banda de rock alternativo The Stone Roses. Ele é amplamente considerado como um dos membros pioneiros da cena musical conhecida como madchester. Ele teve uma aparição cameo no filme Harry Potter e o Prisioneiro de Azkaban.

## Primeiros anos
Brown nasceu em Warrington em 1963 e cresceu em Forster Street, Orford até os seis anos. Seu pai, George, era marceneiro, e sua mãe, Jeane, trabalhava como recepcionista em uma fábrica de papel. Ele e seus dois irmãos mudaram-se com seus pais para Timperley, Altrincham. Ele estudou na Park Road County Primary Infant and Junior School e depois na Altrincham Grammar School for Boys, deixando-a aos 16 anos. Em 2015 e 2017, ele testemunhou contra seu antigo professor Fred Talbot, que foi acusado de vários abusos sexuais na década de 1970.
O interesse de Brown por música se deu por conta do movimento punk, especialmente por bandas como Sex Pistols, The Clash e Slaughter & the Dogs. Brown e o baixista original dos Stone Roses Pete Garner estavam presentes na gravação do single "Bankrobber", de The Clash, em Manchester.

## Carreira

### The Stone Roses
Stone Roses chegou à fama no final dos anos 1980 começo dos anos 1990, tendo seu álbum de estreia considerado o melhor álbum britânico de todos os tempos. O segundo álbum da banda, Second Coming, não recebeu uma recepção tão boa como do primeiro álbum, e devido a isto a banda se separou em outubro de 1996.
Em 17 de outubro de 2011, Brown escreveu via mensagem de texto, dizendo: "Nós vamos dominar o mundo novamente. Está acontecendo". No dia seguinte, uma reunião foi anunciada com os membros dos Stone Roses e foi decidido o retorno aos palcos para junho de 2012 e também um novo álbum.

### Carreira solo
Depois de uma parada na música, Brown começou sua carreira solo com o single "My Star", que foi lançado no Reino Unido em 12 de Janeiro de 1998. O álbum de estreia Unfinished Monkey Business foi lançando em 2 de fevereiro de 1998. O álbum foi produzido e financiado por Brown, e contou com os ex-membros dos Stone Roses Gary Mounfield, Nigel Ipinson, Aziz Ibrahim e Robbie Maddix. O álbum vendeu mais de 300 mil cópias.
Seu segundo álbum, Golden Greats, foi lançado pela Polydor Records em 1999. É caracterizado pela batida eletrônica e ganhou aclamação da crítica. Seu terceiro álbum de estúdio, Music of the Spheres, é conhecido por faixas em espanhol como "Hear No See No" e "El mundo pequeño".
Solarized, seu quarto álbum, foi lançado no Reino Unido em 13 de setembro de 2004, e foi o primeiro a ser lançado pela gravadora Polydor Records.
Em setembro de 2007, Brown lançou seu quinto álbum de estúdio, The World is Yours. O álbum representou uma abordagem mais política, especialmente na faixa antiguerra "Illegal Attacks", que contou com Sinéad O'Connor. O álbum também contou com Andy Rourke, Paul Ryder, Steve Jones e Paul Cook.
My Way, o seu sexto álbum, foi lançado em setembro de 2009. Foi gravado na gravadora Battery Studios de Londres e teve como produtor Dave McCracken. O primeiro single do álbum, "Stellify", foi lançado em 21 de setembro de 2009.

## Vida pessoal
Brown foi casado com Fabiola Quiroz, uma modelo mexicana. Divorciaram-se em 2011. Ele tem três filhos, um com Quiroz e dois de um relacionamento anterior.
Brown é torcedor de longa data do Manchester United e tem o passe de temporada do clube. Na temporada de 2005–06, ele foi patrocinador do time Chiswick Homefields da Divisão Comercial de Londres, com os jogadores estampando a frase "IB – The Greatest" no peito.

### Problemas legais
Em outubro de 1998, Brown foi detido e condenado a quatro meses de prisão por ameaçar um comissário da British Airways em um voo de Paris para Manchester. Ele ficou dois meses preso. Em junho de 2005, foi novamente detido em São Francisco após uma briga com um fã que o agarrou no palco. No entanto, nenhuma acusação foi feita contra ele. Em 2011, ele foi proibido de dirigir após três infrações por excesso de velocidade. Ele foi multado em mais de 1,9 mil libras esterlinas.

### Opiniões
Brown acredita na existência de Deus, mas não segue nenhuma religião organizada.
Durante a pandemia de COVID-19 no Reino Unido, Brown criticou as medidas de confinamento, o uso de máscaras de proteção e a vacina. Em julho de 2021, Brown foi bloqueado pelo Twitter por duas semanas após dizer que as vacinas não tinham eficácia. Ele se retirou do headline de um festival por discordar da política de passaporte vacinal, chamando-a de "novo normal nazista". Sua canção anticonfinamento "Little Seed, Big Tree", que contém mensagem crítica à vacina da COVID-19, foi removida do Spotify.

## Prêmios e conquistas
Brown já ganhou inúmeros prêmios em sua carreira, em reconhecimento do seu trabalho como artista solo e seu trabalho com The Stone Roses. Os prêmios que ele ganhou são os seguintes:
The Stone Roses
- 1997 The Stone Roses alcançando Nº 5 na The Guardian's 100 Best Albums Ever poll
- 1998 The Stone Roses alcançado Nº 4 na Q magazine's 100 Best Albums Ever poll
- 2004 The Stone Roses alcançando Nº 1 em The Observer's 100 Best British Albums Ever poll
- 2006 The Stone Roses alcançando Nº 1 em na NME writers 100 Best British Albums Ever poll
- 2006 The Stone Roses alcançando Nº 7 na NME fans 100 Best Albums Ever poll

Carreira Solo
- 2002 Muso Awards Best Single ("Whispers")
- 2002 NME Awards Best Solo Artist[34]
- 2006 NME Awards Godlike Genius Award
- 2007 Q Awards Legend Award
- 1999, 2000,[35]2002,[36] 2006,[37] 2009[38] – nomeado para Melhor Artista Solo Britânico no Brit Awards

## Discografia

### Álbuns de estúdio
| Ano  | Título                     | GBR | IRL | Certificações |
| ---- | -------------------------- | --- | --- | ------------- |
| 1998 | Unfinished Monkey Business | 4   |     | GBR: ouro     |
| 1999 | Golden Greats              | 14  |     | GBR: ouro     |
| 2001 | Music of the Spheres       | 3   | 6   | GBR: ouro     |
| 2004 | Solarized                  | 7   | 14  | GBR: ouro     |
| 2007 | The World Is Yours         | 4   | 7   | GBR: prata    |
| 2009 | My Way                     | 8   | 13  | GBR: prata    |
| 2019 | Ripples                    | 4   | 14  |               |

### Coletâneas
| Ano  | Título              | GBR | IRL | Certificações |
| ---- | ------------------- | --- | --- | ------------- |
| 2004 | Under the Influence | –   | -   |               |
| 2005 | The Greatest        | 5   | 13  | GBR: platina  |
| 2005 | The Greatest Promos | –   | -   |               |

### Singles
| Ano  | Título                                                            | GBR | IRL | Álbum                      |
| ---- | ----------------------------------------------------------------- | --- | --- | -------------------------- |
| 1998 | "My Star"                                                         | 5   | 9   | Unfinished Monkey Business |
| 1998 | "Corpses in Their Mouths"                                         | 14  | 26  | Unfinished Monkey Business |
| 1998 | "Can't See Me"                                                    | 21  | –   | Unfinished Monkey Business |
| 1999 | "Be There" (UNKLE com participação de Ian Brown)                  | 8   | 22  | Psyence Fiction            |
| 1999 | "Love Like a Fountain"                                            | 23  | –   | Golden Greats              |
| 2000 | "Dolphins Were Monkeys"                                           | 5   | 28  | Golden Greats              |
| 2000 | "Golden Gaze"                                                     | 29  | 50  | Golden Greats              |
| 2000 | "Thriller"                                                        | –   | –   | "Golden Gaze"              |
| 2001 | "F.E.A.R."                                                        | 13  | 19  | Music of the Spheres       |
| 2002 | "Whispers"                                                        | 33  | –   | Music of the Spheres       |
| 2004 | "Keep What Ya Got"                                                | 18  | 29  | Solarized                  |
| 2004 | "Reign" (UNKLE com participação de Ian Brown)                     | 40  | –   | Never, Never, Land         |
| 2005 | "Time Is My Everything"                                           | 15  | 29  | Solarized                  |
| 2005 | "All Ablaze"                                                      | 20  | 32  | The Greatest               |
| 2007 | "Illegal Attacks" (Ian Brown com participação de Sinéad O'Connor) | 16  | 32  | The World Is Yours         |
| 2007 | "Sister Rose"                                                     | 87  | –   | The World Is Yours         |
| 2009 | "Stellify"                                                        | 31  | 42  | My Way                     |
| 2009 | "Just Like You"                                                   | –   | –   | My Way                     |
| 2018 | "First World Problems"                                            | –   | –   | Ripples                    |